# Matawinie
Il Matawinie è una municipalità regionale di contea (Regional County Municipality) canadese del Lanaudière, nella provincia del Québec. Ha una superficie di 10.615,22 km², e nel 2007 possedeva una popolazione di 48.674 abitanti.

## Storia
Il distretto è stato creato il 1º gennaio 1982.

## Geografia fisica
Il Matawinie è la più grande e più settentrionale municipalità regionale del Lanaudière ed è situata nella parte centro-meridionale del Québec, a nord del fiume San Lorenzo. Confina con le municipalità regionali di La Tuque, Mékinac, Maskinongé, D'Autray, Joliette, Montcalm, La Rivière-du-Nord, Les Pays-d'en-Haut, Les Laurentides ed Antoine-Labelle.

## Geografia antropica
Il Matawinie è suddiviso in 15 comuni, di cui 13 con status di municipalità e 2 (Saint-Côme e Saint-Damien) con status di municipalità parrocchiale. Il territorio conta altresì 13 territori extracomunali:
| - Chertsey - Entrelacs - Notre-Dame-de-la-Merci - Rawdon - Saint-Alphonse-de-Rodriguez - Sainte-Béatrix - Saint-Côme - Saint-Damien - Saint-Donat - Sainte-Émélie-de-l'Énergie - Saint-Félix-de-Valois - Saint-Jean-de-Matha - Sainte-Marcelline-de-Kildare - Saint-Michel-des-Saints - Saint-Zénon | - Baie-Atibenne - Baie-de-la-Bouteille - Baie-Obaoca - Lac-Cabasta - Lac-des-Dix-Milles - Lac-Devenyns - Lac-du-Taureau - Lac-Legendre - Lac-Matawin - Lac-Minaki - Lac-Santé - Saint-Guillaume-Nord |